# 九州プロレス
九州プロレス（きゅうしゅうプロレス、英: KYUSHU PRO-WRESTLING）は、九州を中心に活動しているプロレス団体。コンセプトは「九州ば元気にするバイ！」。

## 概要
KAIENTAI DOJOに所属していた筑前りょう太が、地元の九州でプロレス団体を旗揚げするため、2007年12月15日に同団体を退団。同年10月16日、世界初のNPO法人プロレス団体『九州プロレス』が設立認証された。
道場は福岡市東区社領にあり、自動車整備工場の一画を間借りしている。
プロレスの試合以外に、高齢者施設・障がい者施設・児童養護施設・幼保園への慰問活動や、フリースクールでのプロレス授業を行っている。

## 歴史
2007年
- 10月16日、世界初のNPO法人によるプロレス団体として認証。

2008年
- 2月5日、福岡市役所で筑前りょう太が設立記者会見を行った[5]。
- 5月11日、糟屋郡志免町のシーメイトでプレ旗揚げ戦「帰ってきたバイ!!」を開催。
- 7月6日、西鉄ホールで旗揚げ戦「筋肉山笠」を開催。
- 10月28日、コカ・コーラウエストジャパン全面協力の下で、プロレス業界初の清涼飲料水自動販売機「九州プロレス応援自販機」を設置。売上の一部は九州プロレスの支援金となる。

2018年
- 7月7日、福岡国際センターで設立10周年記念大会「筋肉山笠'18」を開催[6]。

2019年
- 1月12日、イオンモール宇城で開催されたプロレスフェスに参加。

2021年
- 4月5日、毎月第1月曜日に公式YouTubeでLIVE配信大会「マンデーナイト・バイ！」を開始[7]。

2022年
- 1月3日、初の東京大会「上京」を新宿FACEで開催[8]。

2023年
- 8月6日、福岡国際センターで設立15周年大会を開催[9]。また、当日深夜に福岡放送で地上波初放送された[10]。

## ブランド
HITAMAR-U-STYLE『STARLANE』
UWFルールで行われる佐々木日田丸のプロデュース興行。

## タイトルホルダー
| タイトル               | 保持者       | 歴代   |
| ---------------------- | ------------ | ------ |
| 九州プロレス王座       | 石川修司     | 第17代 |
| 九州プロレスタッグ王座 | TAJIRI SHIHO | 第16代 |

| タイトル                       | 覇者                 | 年代   |
| ------------------------------ | -------------------- | ------ |
| グローカル・タッグトーナメント | HUB タイガースマスク | 2022年 |

## 所属選手
正規軍
- 筑前りょう太
- TAJIRI
- 桜島なおき
- ばってん×ぶらぶら
- 野崎広大
- 阿蘇山
- がばいじいちゃん
- ジェット・ウィー
- 白くま
- シマ重野

玄武會
- 玄海
- 佐々木日田丸
- キシャーン

## スタッフ
レフェリー
- ケニー中村
- 古賀アツシ

リングアナウンサー
- 古賀野祐樹
- 山口恒次
- ホノオ!シュウイチ

## 歴代トーナメント戦
- おくんちCUPトーナメント
- 最強九州男児決定トーナメント
- 博多華味鳥杯1DAYタッグトーナメント

## 歴代所属選手
- 桜島
- 博多ぶらぶら
- 磁雷矢
- 松雪真也（現：レブロン）
- ユタカ
- 中洲ヨースケ
- ショーイチ（現：内田祥一）
- 白波佑助（現：KUBITO）
- 台風（現：ホノオ!シュウイチ）
- 加島大輔
- ザ・グラバー
- 田中純二
- 一寸蒼天
- めんたい☆キッド

## 歴代ユニット
- 中洲軍団
- 九州討伐団
- グラバー商会
- 玄武會